# العرض (ساة)

تعديل مصدري - تعديل

العرض هي إحدى قرى عزلة ساه بمديرية ساة التابعة لمحافظة حضرموت، بلغ تعداد سكانها 1544 نسمة حسب تعداد اليمن لعام 2004.